# Carl Jeansén
Carl Ferdinand Jeansén, född 23 mars 1865 i Horreds socken, död 23 mars 1952 i Washington, D.C.  var en svensk-amerikansk kanonkonstruktör.
Carl Ferdinand Jeansén var son till häradsskrivaren Carl Oscar Jeansén. Efter mogenhetsexamen i Jönköping 1884 genomgick han Tekniska högskolans fackavdelning för maskinbyggnad och mekanisk teknologi och blev civilingenjör 1887. Han var elev vid Statens järnvägstrafiks verkstad i Göteborg 1887–1888 och ritare vid Göteborgs mekaniska verkstad 1888–1889. 1889 emigrerade Jeansén till USA, där han först var ritare vid Grisholt Machine Tool Company i Madison, Wisconsin och 1890–1892 konstruktör vid Plainfield Machine Tool Company i Plainfield, New Jersey. 1892–1938 var Jeansén i tjänst hos USA:s försvarsmakt. Han var 1892–1894 chef för ritkontoret vid arméns kanonverkstad i Watervliet i Troy, New York och hade 1894–1896 samma befattning vid Sandy Hook Proving ground i New Jersey. 1896–1903 arbetade han vid Office of Chief of Ordnance i Washington. 1905 erhöll Jeansén en nyinrättad befattning som vapeningenjör vid USA:s flotta och var 1905–1919 anställd vid marindepartementets kanonfabrik i Washington, D.C., där han utförde experiment och materielinspektion. 1919–1938 var han chefsingenjör vid flottans vapendepå. Jeansén var en av världens främsta kanonkonstruktörer under 1920–, 1930- och 1940-talet. Under sin verksamhet vid USA:s flotta utförde han dess främsta kanoner och gjorde en rad uppfinningar, bland annat konstruerade han 1922 en ny katapult för krigsfartyg med krut i stället för komprimerad luft som drivmedel. Han utgav flera skrifter inom sitt område.